# Данн, Айрин
Айрин Мари Данн (англ. Irene Marie Dunne, 20 декабря 1898 — 4 сентября 1990) — американская актриса, пять раз была номинированая на получение премии «Оскар» — за участие в фильмах «Симаррон» (1931), «Theodora Goes Wild» (1936), «Горькая правда» (1937), «Любовный роман» (1939) и «Я помню маму» (1948).

## Биография
Айрин Данн родилась 20 декабря 1898 года в Луисвилле, штат Кентукки, США, в семье судовладельца Джозефа Данна и пианистки Аделаиды Генри. Её дебют на сцене состоялся, когда девочке было всего пять лет — она приняла участие в спектакле «Сон в летнюю ночь» по пьесе Шекспира. После смерти отца в 1910 году она с матерью переехали в Мэдисон, штат Индиана, и поселились у бабушки и дедушки. В тринадцать лет она начала брать уроки вокала и игры на пианино, пела в церковном хоре (после смерти отца, её семья испытывала недостаток в средствах, поэтому Айрин Данн приходилось с ранних лет подрабатывать).

### Начало карьеры
В 1916 году она окончила школу, на протяжении следующего года училась в консерватории в Индианаполисе, а затем поступила в музыкальный колледж в Чикаго. Данн мечтала петь на сцене Метрополитен-оперы в Нью-Йорке, но провалила прослушивание и начала карьеру с участия в мюзиклах. В 1923 году состоялся дебют актрисы на Бродвее. Публика приняла её, и карьера Айрин Данн начала быстрыми темпами развиваться. 16 июля 1928 года актриса вышла замуж за дантиста Фрэнсиса Гриффина. Их брак оказался прочным, супруги прожили вместе до самой смерти Гриффина в 1965 году.

### Голливуд
На Айрин Данн обратили внимание в 1929 году, когда она играла Магнолию в постановке «Плавучий театр». Руководство «RKO» заключило с ней контракт, и вскоре она стала одной из ведущих драматических актрис этой кинокомпании. В 1931 году за роль в картине «Симаррон» она получила первую номинацию на получение премии «Оскар».
Другими заметными фильмами актрисы в тот период были «Энн Виккерс» (1933), «Нет другой женщины» (1933), «Возраст невинности» (1934) по роману Эдит Уортон, удостоенному в 1921 году Пулитцеровской премии.
Умение петь пригодилось актрисе в музыкальных картинах «Милая Аделина» (1935) и «Плавучий театр» (1936), экранизации мюзикла, благодаря которому началась её карьера в кино. В 1935 году вместе с Ральфом Беллами, Фредом Астером и Джинджер Роджерс она снялась в мюзикле «Роберта», где сыграла русскую княгиню Стефани. В этом фильме Айрин Данн исполнила романс на русском языке. В 1937 году она снялась в паре с Кэри Грантом в одном из самых знаменитых своих фильмов — романтической комедии «Горькая правда», которая подарила ей новое амплуа комедийной актрисы. За эту роль она вновь была номинирована на «Оскар». Впоследствии она ещё дважды становилась партнёршей Гранта на съёмочной площадке — в фильмах «Моя любимая супруга» (1940) и «Серенада за пенни» (1941).
В начале 1940-х актриса вернулась к драматическим ролям. Наиболее ярко её талант прозвучал в картинах «Анна и король Сиама» (1946) и «Жизнь с отцом» (1947). К тому времени возраст Айрин Данн приближался к пятидесяти, однако актрисе удалось сохранить фигуру и гладкие черты лица — гримёрам приходилось рисовать ей морщины на съёмках фильмов «Я помню маму» (1948) и «Жаворонок в грязи» (1950), где актриса играла «возрастные роли». В 1952 году, снявшись в фильме «Это растёт на деревьях», актриса ушла из кино, но ещё несколько лет продолжала появляться на телевидении.
В начале 1960-х годов актриса удостоилась звезды на Голливудской аллее славы.

### Последние годы
Айрин Данн активно занималась благотворительностью и придерживалась консервативных политических взглядов, благодаря чему в 1957 году президент Эйзенхауэр включил её в состав делегации США на 12-й сессии Генеральной Ассамблеи ООН. Айрин Данн занималась общественной деятельностью до самой смерти. В 1976 году она пожертвовала 10 000 долларов на восстановление городского фонтана в Мэдисоне, городе её детства. Актриса скончалась в возрасте 91 года 4 сентября 1990 года в Лос-Анджелесе от остановки сердца.

## Фильмография
| Год  |   | Русское название                 | Оригинальное название            | Роль                  |
| ---- | - | -------------------------------- | -------------------------------- | --------------------- |
| 1930 | ф |                                  | Leathernecking                   | Дельфина Уизерспун    |
| 1931 | ф | Симаррон                         | Cimarron                         | Сабра Крават          |
| 1931 | ф | Украденные драгоценности         | The Stolen Jools                 | камео                 |
| 1931 | ф | Холостяцкая квартира             | Bachelor Apartment               | Хелен Эндрюс          |
| 1931 | ф | Великий любовник                 | The Great Lover                  | Диана Пейдж           |
| 1931 | ф | Брак в утешение                  | Consolation Marriage             | Мэри Браун Портер     |
| 1932 | ф | Симфония шести миллионов         | Symphony of Six Million          | Джессика              |
| 1932 | ф | Переулок                         | Back Street                      | Рэй Смит              |
| 1932 | ф | Тринадцать женщин                | Thirteen Women                   | Лаура Стэнхоуп        |
| 1933 | ф | Никакая другая женщина           | No Other Woman                   | Анна Стенли           |
| 1933 | ф | Секрет мадам Бланш               | The Secret of Madame Blanche     | Салли Сандерс         |
| 1933 | ф | Серебряная пуповина              | The Silver Cord                  | Кристина Фелпс        |
| 1933 | ф | Энн Виккерс                      | Ann Vickers                      | Энн Виккерс           |
| 1933 | ф | Только вчера                     | Оригинальное название неизвестно |                       |
| 1933 | ф | Если бы только я была свободна   | If I Were Free                   | Сара Кейзнов          |
| 1934 | ф | Этот мужчина — мой               | This Man Is Mine                 | Тони Данлап           |
| 1934 | ф |                                  | Stingaree                        | Хильда Бувери         |
| 1934 | ф | Возраст невинности               | The Age of Innocence             | Графиня Эллен Оленска |
| 1934 | ф | Милая Аделина                    | Sweet Adeline                    | Аделина Шмидт         |
| 1935 | ф | Роберта                          | Roberta                          | Стефани               |
| 1935 | ф | Великолепная одержимость         | Magnificent Obsession            | Хелен Хадсон          |
| 1936 | ф | Плавучий театр                   | Show Boat                        | Магнолия Хоукс        |
| 1936 | ф | Теодора сходит с ума             | Theodora Goes Wild               | Теодора Линн          |
| 1937 | ф | Высокий, широкоплечий и красивый | High, Wide, and Handsome         | Салли Уоттерсон       |
| 1937 | ф | Ужасная правда                   | The Awful Truth                  | Люси Уорринер         |
| 1938 | ф | Радость бытия                    | Joy of Living                    | Мэгги Гаррет          |
| 1939 | ф | «Любовный роман» (англ.)         | Love Affair                      | Терри Маккей          |
| 1939 | ф | Приглашение к счастью            | Invitation to Happiness          | Элеонора Уэйн         |
| 1939 | ф | Когда наступит завтра            | When Tomorrow Comes              | Мисс Хелен Лоуренс    |
| 1940 | ф | Моя любимая супруга              | My Favorite Wife                 | Эллен Арден           |
| 1941 | ф | Грошовая серенада                | Penny Serenade                   | Джули Гардинер Адамс  |
| 1941 | ф | Незаконченное дело               | Unfinished Business              | Нэнси Эндрюс          |
| 1942 | ф |                                  | Lady in a Jam                    | Джейн Палмер          |
| 1943 | ф | Парень по имени Джо              | A guy named Joe                  | Доринда Дарстон       |
| 1944 | ф | Белые скалы Дувра                | The White Cliffs of Dover        | Сьюзан Данн Эшвуд     |
| 1944 | ф | Снова вместе                     | Together Again                   | Анна Крендэлл         |
| 1945 | ф | Более 21                         | Over 21                          | Пола Вартон           |
| 1946 | ф | Анна и король Сиама              | Anna and the King of Siam        | Анна Оуэнс            |
| 1947 | ф | Жизнь с отцом                    | Life With Father                 | Винни Дэй             |
| 1948 | ф | Я помню маму                     | I Remember Mama                  | Марта Хэнсон          |
| 1950 | ф | Жаворонок в грязи                | The Mudlark                      | Королева Виктория     |
| 1950 | ф | Не соскучишься                   | Never a Dull Moment              | Кей Кингсли           |
| 1952 | ф | Это растёт на деревьях           | It Grows on Trees                | Полли Бакстер         |